# Nachamps
Nachamps ist eine französische Gemeinde mit 204 Einwohnern (Stand: 1. Januar 2022) im Département Charente-Maritime in der Region Nouvelle-Aquitaine (vor 2016: Poitou-Charentes); sie gehört zum Arrondissement Saint-Jean-d’Angély und zum Kanton Saint-Jean-d’Angély. Die Einwohner werden Nachamptais und Nachamptaises genannt.

## Geographie
Nachamps liegt etwa 52 Kilometer ostsüdöstlich von La Rochelle. Umgeben wird Nachamps von den Nachbargemeinden Puyrolland im Westen und Norden, Courant im Norden und Osten, Landes im Osten und Südosten sowie Saint-Loup im Süden und Südwesten.

## Bevölkerungsentwicklung
| Jahr                       | 1962 | 1968 | 1975 | 1982 | 1990 | 1999 | 2006 | 2019 |
| Einwohner                  | 189  | 180  | 172  | 201  | 190  | 211  | 217  | 187  |
| Quellen: Cassini und INSEE |      |      |      |      |      |      |      |      |

## Sehenswürdigkeiten
- Kirche Saint-Nicolas aus dem 12. Jahrhundert

Siehe auch: Liste der Monuments historiques in Nachamps

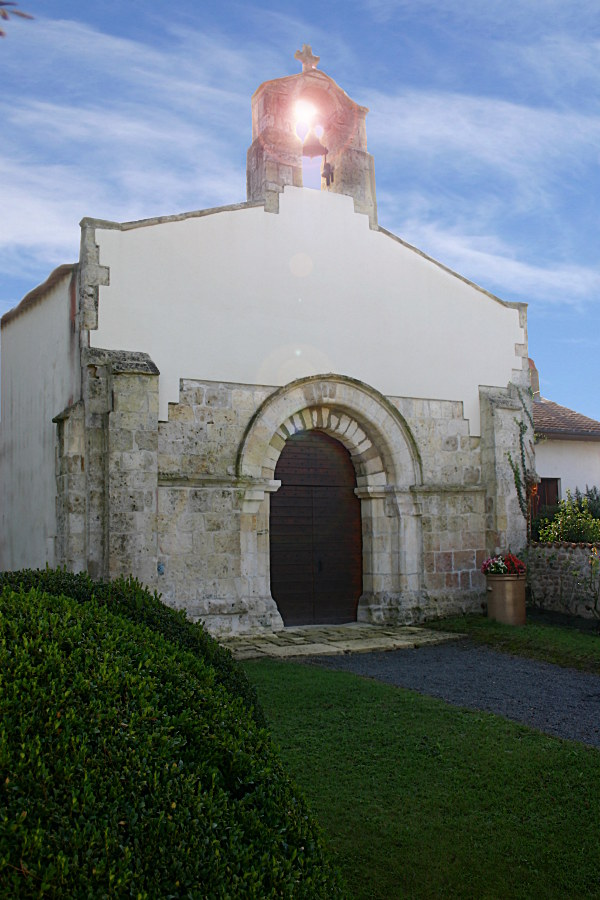
Kirche Saint-Nicolas